# Ussen
Ussen is een wijk van de Nederlandse gemeente Oss. Met 14.050 inwoners is het de grootste wijk van de gemeente. 
De wijk ligt in het stadsdeel Oss Noord West en bestaat uit 10 buurten: Amsteleind, Hazenkamp, Heihoek, Hoefeind, Klein Mikkeldonk, Lockaert, Loovelt, Schalkskamp, Vlashoek en Westerveld.